# Прва лига Мађарске у фудбалу 2007/08.
Статистика 106. првенства Прве лиге Мађарске у фудбалу за сезону 2007/08.
Првенство је почело 20. јуна 2007. године у лигу су ушли ФК Шиофок и ФК Њиређхаза.
Задња утакмица првенства је одиграна 27. априла 2008. године, шампион првенства је постао МТК а из лиге су испали ФК Татабања и ФК Шопрон који је одустао, прогласио банкрот, после 15 кола. ФК татабања није обновила лиценцу за нову сезоне те је и она дисквалификована.
На овом првенству дато је укупно 740 голова или 3,083 по утакмици. Највише је постигнуто на утакмици ФК Ракошпалота ЕАЦ против ФК Диошђер ВТКа где је резултат био 5:5. Највећу победу као домаћин постигао је ФК Фехервар на утакмици против ФК Татабање где је резултат био 7:0. Највећу победу као гост забележио је ФК Ракоци Капошвар као гост на утакмици против ФК Татабање. Резултат је био 6:2 за госте (Капошвар).

## Табела
| #  | Екипа                | Утакмица    | ПБ | НР | ИЗ | ГД | ГП | ГР  | Бодова | Примедба             |
| -- | -------------------- | ----------- | -- | -- | -- | -- | -- | --- | ------ | -------------------- |
| 1  | МТК                  | 30          | 20 | 6  | 4  | 67 | 23 | +44 | 66     | Шампион              |
| 2  | ФК Дебрецин ВСЦ      | 30          | 19 | 7  | 4  | 67 | 29 | +38 | 64     |                      |
| 3  | ФК Ђер ЕТО           | 30          | 16 | 10 | 4  | 64 | 35 | +29 | 58     |                      |
| 4  | ФК Ујпешт            | 30          | 16 | 7  | 7  | 58 | 40 | +18 | 55     |                      |
| 5  | ФК Фехервар          | 30          | 17 | 3  | 10 | 48 | 32 | +16 | 54     |                      |
| 6  | ФК Ракоци Капошвар   | 30          | 14 | 9  | 7  | 48 | 38 | +10 | 51     |                      |
| 7  | ФК Залаегерсег       | 30          | 13 | 7  | 10 | 55 | 39 | +16 | 46     |                      |
| 8  | ФК Хонвед            | 30          | 12 | 7  | 11 | 45 | 36 | +9  | 43     |                      |
| 9  | ФК Вашаш             | 30          | 12 | 5  | 13 | 41 | 45 | -5  | 41     |                      |
| 10 | ФК Њиређхаза Спартак | 30          | 11 | 7  | 12 | 34 | 37 | -3  | 40     |                      |
| 11 | ФК Пакш              | 30          | 9  | 10 | 11 | 51 | 51 | 0   | 37     |                      |
| 12 | ФК Ракошпалота ЕАЦ   | 30          | 7  | 9  | 14 | 42 | 60 | -18 | 30     |                      |
| 13 | ФК Диошђер ВТК       | 30          | 5  | 13 | 12 | 43 | 63 | -20 | 28     |                      |
| 14 | ФК Шиофок            | 30          | 6  | 9  | 15 | 33 | 46 | -13 | 27     |                      |
| 15 | ФК Татабања¹         | 30          | 2  | 4  | 24 | 34 | 93 | -59 | 10     | Није обновио лиценцу |
| 16 | ФК Шопрон²           | Банкротирао |    |    |    |    |    |     |        |                      |

УУ = Укупно утакмица; ПБ = Победе; НР = Нерешено; ИЗ = Укупно пораза; ГД = Голова дато; ГП = Голова примљено; ГР = Гол-разлика; Бо = Бодова
|  | Квалификовао се за УЕФА Лига шампиона друга квалификациона рунда |
|  | Квалификовао се за УЕФА Куп прва квалификациона рунда            |
|  | Квалификовао се за Интертото куп прва рунда                      |
|  | Испалим из такмичења                                             |

¹ФК Татабања није затражила лиценцу за сезону 2008/09.
²Нема важећу лиценцу и тако је искључен из такмичења.

## Посета
| Позиција | Екипа                   | Просек гледалаца |
| -------- | ----------------------- | ---------------- |
| 1.       | ФК Диошђер ВТК          | 4 464            |
| 2.       | ФК Дебрецин ВСЦ         | 4 167            |
| 3.       | ФК Ујпешт               | 3 784            |
| 4.       | ФК Ђер ЕТО              | 3 553            |
| 5.       | ФК Њиређхаза Спартак    | 3 350            |
| 6.       | ФК Залаегерсег          | 3 113            |
| 7.       | ФК Капошвар Ракоци НАБИ | 2 833            |
| 8.       | ФК Хонвед               | 2 250            |
| 9.       | ФК Шиофок               | 2 000            |
| 10.      | ФК Фехервар             | 1 747            |
| 11.      | ФК Пакш                 | 1 744            |
| 12.      | ФК Вашаш                | 1 647            |
| 13.      | МТК                     | 1 293            |
| 14.      | ФК Ракошпалота ЕАЦ      | 1 236            |
| 15.      | ФК Татабања             | 867              |
| 16.      | ФК Шопрон               | 2 500            |

У првој Мађарској фудбалској лиги просечна посета по утакмици је била 2 542, што је за 3,6% више него претходне сезоне. Највећу појединачну посету на утакмици је имао ФК Диошђер ВТК у сусрету против ФК Шиофока, 10 000 гледалаца. ФК Шопрон је одиграо само 7 домаћих утакмица, после којих је и одузета лиценца тако да није играла више утакмица.

## Признања
| Шампион Мађарске у фудбалу 2007/08. |
| МТК 23. титула                      |

| Најбољи стрелац                           |
| Роберт Валтнер (18 голова) ФК Залаегерсег |